# Полицеймако, Виталий Павлович
Виталий Павлович Полицеймако 22 апреля (5 мая) 1906, Царицын, Российская империя — 21 декабря 1967, Ленинград, СССР) — советский актёр театра и кино. Лауреат Сталинской премии III степени (1951), народный артист СССР (1957).

## Биография
Родился в Царицыне (ныне — Волгоград), был одним из младших детей в многодетной семье. Родители будущего актёра Павел Иванович и Анастасия Михайловна Полицеймако — крестьяне села Бережновка Царевского уезда Астраханской губернии. В посаде Дубовка Царицынского уезда Саратовской губернии в 1908 году у них родился сын Николай. И в метрической книге Покровского храма фамилия записана именно так, а не по-гречески Полицеймакос. Полицеймако происходят, видимо, от чумаков, переселённых Екатериной II из Полтавской губернии для перевозки соли с солёных озёр Астраханской губернии. Сёла Бережновка и Молчановка как раз и были населены потомками этих чумаков. В Царицын семья перебралась, скорее всего, после начала Первой мировой войны.
В 1923 году окончил трудовую школу в Царицыне. В 1923—1926 годах учился в Ленинградском техникуме сценических искусств (ныне Российский государственный институт сценических искусств). Окончил мастерскую Леонида Вивьена в 1926 году.
С 1926 года — актёр Ленинградского ТЮЗа).
С 1930 по 1967 год — актёр Большого драматического театра (БДТ) (ныне — имени Г. А. Товстоногова). Лучшие роли дотовстоноговского периода — Егор Булычов («Егор Булычов и другие»), Нил («Мещане»), Нестрашный и Достигаев («Достигаев и другие», 1933 и 1952), Двоеточие («Дачники»).
В послевоенный период был одним из ведущих актёров БДТ, именовался даже «главным артистом», однако к середине 1950-х годов стал едва ли не ярчайшим олицетворением кризиса, постигшего театр. С приходом на пост главного режиссёра Г. А. Товстоногова в феврале 1956 года всё резко изменилось: актёр, давно не игравший маленьких ролей, в первый год работы режиссёра в театре получил лишь крошечную роль трактирщика в спектакле «Преступление Энтони Грэхема»; в своих беседах с труппой новый главный режиссёр приводил работы В. П. Полицеймако в качестве примера того, как играть нельзя.
Но в 1957 году Г. А. Товстоногов именно В. П. Полицеймако, «актёру большого темперамента, с великолепным голосом», поручил заглавную роль в спектакле «Эзоп» (по пьесе Г. Фигейредо «Лиса и виноград»), сказав, по воспоминаниям Д. М. Шварц: «Я никому другому в стране не доверил бы эту роль». С этого момента у режиссёра не было более преданного соратника, чем В. П. Полицеймако; он стал одним из лучших актёров новой, товстоноговской труппы, сыграл целый ряд запомнившихся ролей, в том числе в спектаклях «Идиот» (Фердыщенко), «Океан» (Зуб), «Горе от ума» (Фамусов); одной из самых ярких ролей актёр стал Редозубов в легендарных товстоноговских «Варварах».
Проживал в доме 7 по ул. Пестеля.

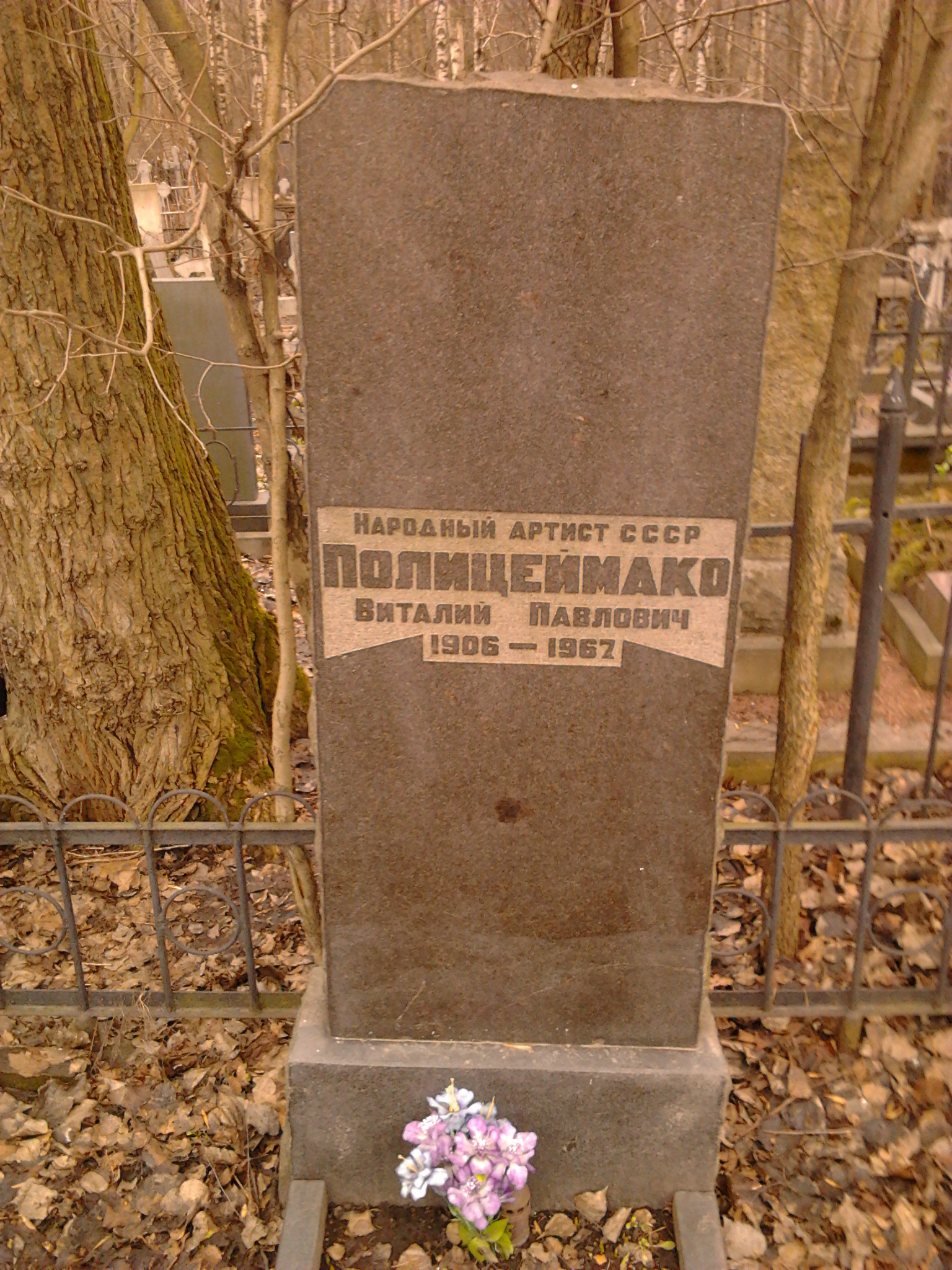
Надгробный памятник В. П. Полицеймако на Большеохтинском кладбище Санкт-Петербурга.

Скончался 21 декабря 1967 года (по другим источникам — 28 декабря) на 62-м году жизни в Ленинграде, не оправившись после инсульта, настигшего его во время исполнения роли Редозубова в спектакле «Варвары».
Похоронен на Лесовой дорожке Большеохтинского кладбища.

### Семья
Брат — Николай Павлович Полицеймако.
Жена (с 1931 года) — Евгения Михайловна Фиш (1907—1986), уроженка Елисаветграда, актриса, первая эстрадная партнёрша А. С. Менакера.
Дочь — Марина Полицеймако (1938—2024), актриса, заслуженная артистка РСФСР (1988), была замужем за актёром Семёном Фарадой (1933—2009). Внук — Михаил Полицеймако (род. 1976), актёр театра и кино, певец, телеведущий.

## Звания и награды
- Сталинская премия третьей степени (1951) — за исполнение роли Годуна в спектакле «Разлом» Б. А. Лавренёва
- Заслуженный артист РСФСР (1939)
- Народный артист РСФСР (1951)[14]
- Народный артист СССР (1957)
- Орден «Знак Почёта» (1939)
- Орден Красной Звезды (1946)
- Медаль «За оборону Ленинграда» (1945)
- Медаль «За доблестный труд в Великой Отечественной войне 1941—1945 гг.» (1945)
- Медаль «В память 250-летия Ленинграда» (1957)

## Творчество

### Театральные работы

#### Большой драматический театр
- 1931 — «Патетическая соната» Н. Г. Кулиша; режиссёр К. К. Тверской — матрос Судьба
- 1932 — «Мой друг» Н. Ф. Погодин — Ёлкин
- 1932, 1949 — «Егор Булычов и другие» М. Горького; режиссёры К. К. Тверской и В. В. Люце — Достигаев
- 1933 — «Достигаев и другие» М. Горького; режиссёр В. Люце — Нестрашный
- 1933 — «Укрощение мистера Робинзона» В. А. Каверина; режиссёры С. А. Морщихин и К. К. Тверской — Джумагалий
- 1934 — «После бала» Н. Ф. Погодин — Барашкин
- 1934 — «Интервенция» Л. И. Славина; режиссёр В. В. Люце — Бродский
- 1937 — «Мещане» М. Горького; режиссёр А. Д. Дикий — Нил
- 1937 — «Слава» В. М. Гусева — Мотыльков
- 1938 — «Человек с ружьём» Н. Ф. Погодина; режиссёр Ф. В. Бондаренко — Шадрин
- 1939 — «Волк» Л. М. Леонова; постановка Б. А. Бабочкина и П. К. Вейсбрёма — Лука
- 1940 — «Царь Потап» А. А. Копкова — Потап Урлов
- 1941 — «Король Лир» У. Шекспира — Шут
- 1942 — «Дорога в Нью-Йорк» Л. А. Малюгина (по сценарию Р. Рискина); режиссёр Л. С. Рудник — Питер Уорн
- 1944 — «На дне» М. Горького; режиссёр Л. С. Рудник — Лука
- 1945 — «Так и будет» К. М. Симонова — Савельев
- 1949 — «Дачники» М. Горького; режиссёр Б. А. Бабочкин — Двоеточие
- 1950 — «Тайная война» В. С. Михайлова и Л. С. Самойлова; режиссёр P. P. Суслович — Андрей Андреевич Минаев
- 1950 — «Разлом» Б. А. Лавренёва; режиссёры А. В. Соколов и И. С. Зонне — Артём Годун
- 1951 — «Любовь Яровая» К. А. Тренёва; режиссёр И. С. Ефремов — Роман Кошкин, матрос Швандя
- 1952 — «Достигаев и другие» М. Горького; режиссёр Н. С. Рашевская — Достигаев
- 1953 — «Пролог» А. П. Штейна; постановка А. В. Соколова — солдат Филимонов
- 1955 — «Смерть Пазухина» М. Салтыкова-Щедрина; режиссёр Г. Г. Никулин — Прокофий Иванович Пазухин
- 1955 — «Разоблаченный чудотворец» Г. Филдинга —
- 1956 — «Преступление Энтони Грэхема» Д. Гордона — трактирщик
- 1957 — «Эзоп» Г. Фигейредо; режиссёр Г. А. Товстоногов — Эзоп
- 1957 — «Идиот» по роману Ф. М. Достоевского; режиссёр Г. А. Товстоногов — Фердыщенко
- 1959 — «Варвары» М. Горького; режиссёр Г. А. Товстоногов — Редозубов
- 1961 — «Океан» А. П. Штейна; режиссёр Г. А. Товстоногов — Зуб
- 1962 — «Горе от ума» А. С. Грибоедова; режиссёр Г. А. Товстоногов — Павел Афанасьевич Фамусов
- 1963 — «Карьера Артуро Уи» Б. Брехта; режиссёр Э. Аксер — Догсборо
- 1963 — «Палата» С. И. Алёшина — Прозоров
- 1963 — «Воспоминание о двух понедельниках» А. Миллера — старый рабочий Туе

### Фильмография
- 1938 — Год девятнадцатый — Шайтан
- 1938 — Маска (короткометражный) — Евстрат Спиридонович
- 1940 — Разгром Юденича — командир 21-й Украинской дивизии
- 1940 — Шестьдесят дней — Волков, командир запаса
- 1941 — Богдан Хмельницкий — полковой писарь Лизогуб
- 1946 — Сыновья — фон Граббе
- 1949 — Александр Попов — инженер-электрик Лемке
- 1952 — Разлом (фильм-спектакль) — Артём Годун
- 1953 — Любовь Яровая (фильм-спектакль) — Роман Кошкин
- 1955 — Княжна Мери — драгунский капитан
- 1956 — Приключения Артёмки — пристав
- 1957 — Смерть Пазухина (фильм-спектакль) — Прокофий Иваныч Пазухин
- 1958 — Трудное счастье — цыганский барон Баро Широ
- 1958 — Счастье надо беречь — Шандыбович
- 1959 — Достигаев и другие (фильм-спектакль) — Василий Ефимович Достигаев
- 1960 — Эзоп (фильм-спектакль) — Эзоп
- 1960 — Пойманный монах
- 1961 — Первые испытания — судья
- 1962 — Конец света — Филин
- 1962 — Женихи и Ножи — Иван Самсонович

Озвучивание
- 1947 — Возвращение с победой — Пауль Нагла (роль Э. Я. Зиле)
- 1955 — Девушка-джигит — Журка (роль К. Байсеитова)